# Дефисто
Детската театрална и филмова студия „Дефисто“ в София е създадена от режисьора и театрален педагог Димитър Еленов на 1 февруари 2011 г.
През 2011 г. по инициатива на „Ню Бояна филм“ и под егидата на Столичната община се провежда кастинг за деца-актьори на възраст между 9 и 17 години. Репетициите се провеждат на сцената на Културен институт „Искър“.
През театрален сезон 2012/2013 г. постановките на студията под режисурата на Еленов са включени в репертоара на Сатиричния театър. Представлението „Морскосиньо“ по Валери Петров е копродукция с театъра.
Спектакълът „Женско царство“ по Ст. Л. Костов е създаден с финансовата помощ на фондация „Америка за България“. Представлението участва в Международния театрален фестивал за аматьорски театри Каварна 2013, където е удостоено с награди за актьорски постижения.
Учениците на „Дефисто“ участват в игрални филми, български сериали и рекламни клипове. Възпитаникът на студията Александър Недялков изиграва Дими – основна роля в хитовия сериал по ТВ7 „Къде е Маги?“. Александра Костова се снима в българския игрален филм „Потъването на Созопол“ с режисьор Константин Бонев.

## Спектакли
- „Андерсенови приказки“
- „Женско царство“ по Ст. Л. Костов
- „Морскосиньо“ по Валери Петров
- „Приказки за малки и големи“ по Ханс Кристиян Андерсен
- „Зимна приказка“ по Ханс Кристиян Андерсен

## препратки
- https://defisto.bg/ - Официален сайт
- paper.standartnews.com Архив на оригинала от 2013-06-09 в Wayback Machine.
- dariknews.bg